# Telosentis exiguus
Telosentis exiguus är en hakmaskart. Telosentis exiguus ingår i släktet Telosentis och familjen Illiosentidae. Inga underarter finns listade i Catalogue of Life.

## Bildgalleri

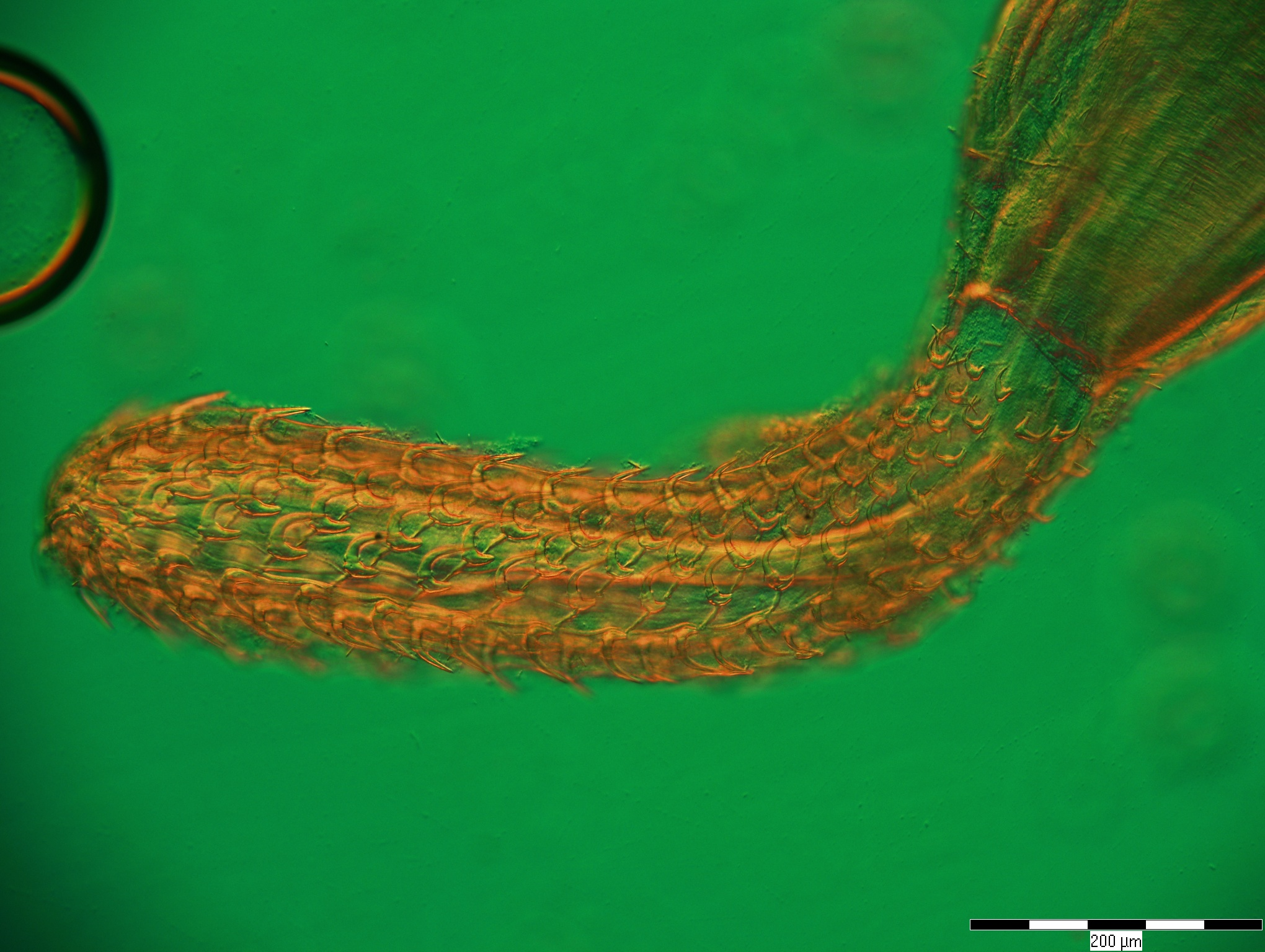